# Bad Herrenalb
Bad Herrenalb er en lille by i landkreis Calw, i den tyske delstat Baden-Württemberg. Den ligger i den nordlige del af Schwarzwald, 15 km øst for Baden-Baden, og 22 km sydvest for Pforzheim. Floden Alb
har sit udspring i nærheden af byen.
Byen voksede op omkring Cistercienserklosteret Kloster Herrenalb, som blev grundlagt i 1148, men nedlagt efter reformationen.
- Wikimedia Commons har flere filer relateret til Bad Herrenalb